# Stachlige Spinnenkrabbe
Die Stachlige Spinnenkrabbe (Maguimithrax spinosissimus Synonyme: Mithrax spinosissimus, Maia spinosissimus, Damithrax spinosissimus), auch Westindische Spinnenkrabbe genannt, ist eine Krabbe aus der Familie der Mithracidae. Mit einem Lebendgewicht von bis zu drei Kilogramm ist es die größte Krabbenart der Karibik.

## Merkmale
Maguimithrax spinosissimus ist eine große Krabbenart mit einer maximalen Breite des Carapax (ohne Stacheln gemessen) von 167 Millimetern. Sie ist oberseits meist mehr oder weniger rötlich gefärbt, wobei weinrote bis ziegelrote Färbungen vorkommen, in der Regel mehr oder weniger stark gelblich überlaufen. Die Scherenfinger sind meist gelblich.
Der Carapax ist in Aufsicht etwa genauso lang wie breit. Er ist rundlich bis abgerundet rautenförmig. Seine Oberfläche ist nahezu unbehaart, während die Gliedmaßen lange Behaarung tragen, sie ist dicht mit kurzen Tuberkeln bedeckt, die zum Rand hin länger werden und ohne scharfe Grenze in spitze Stacheln übergehen. Sein Seitenrand trägt sechs Stacheln, von denen die hinteren beiden merklich kleiner sind. Das Rostrum an der Spitze des Carapax ist relativ lang, schief abgestutzt und zweispitzig, seine Oberfläche gekörnelt. Der Orbitalrand (vorn) trägt vier, selten fünf Stacheln, diese können zweispitzig sein oder Nebenstacheln tragen. Der Cheliped (das erste, die Schere oder Chela tragende Beinpaar) ist kräftiger als die Laufbeine (Peraeopoden) entwickelt und bei den Männchen etwa anderthalb mal so lang wie das erste Laufbeinpaar, bei den Weibchen etwa genauso lang. Alle sind auf der Oberseite bestachelt und rau behaart, während die Unterseite wenig bestachelt bis ganz glatt ist. Das Scherengrundglied (Carpus) ist auf der Außenseite mit Tuberkeln oder kleinen Stacheln besetzt, während die Innenseite nur zwei bis vier (fünf) Tuberkel trägt. Beide Scherenfinger sind gebogen, nur die äußere Hälfte der Schneidekante bedornt.
Sie ist oft mit Epiphyten bewachsen.

## Lebensweise
Die Stachlige Spinnenkrabbe ist im tropischen Riff des westlichen Atlantik bzw. im Karibischen Meer beheimatet. Die Art hält sich in Tiefen von bis zu 40 Metern auf. Tagsüber findet man sie oft versteckt in Höhlen oder unter Überhängen. Nachts geht sie auf Nahrungssuche, sie ist ein Allesfresser und ernährt sich zum Beispiel von Aas oder Algen. Laut einer Studie kann man das Fressverhalten von Aas und Algen dazu nutzen, Aquakulturen biologisch sauber zu halten.
Da die Art im Lebensraum recht häufig ist und effektiv Algen abweidet, kann sie in Korallenriffen die Algen um 50 bis 80 Prozent gegenüber unbeweideten Kontrollflächen zurückdrängen. Dies ist vor allem in durch Eutrophierung belasteten Riffen bedeutsam, in denen die Korallenpolypen von Algen überwachsen und überwuchert werden. Damit kann sie einen wichtigen Beitrag zur Wiederherstellung belasteter Riffe leisten.

## Nutzung
Die Art wird trotz ihrer Größe nur in geringem Umfang befischt, meist nur als Beifang in den Fallen für die Karibik-Languste Panulirus argus. Die Art wurde auf ihre Eignung für Zucht in Aquakultur (Marikultur) getestet, wird aber bisher nur in kleinem Umfang vermarktet.

## Galerie

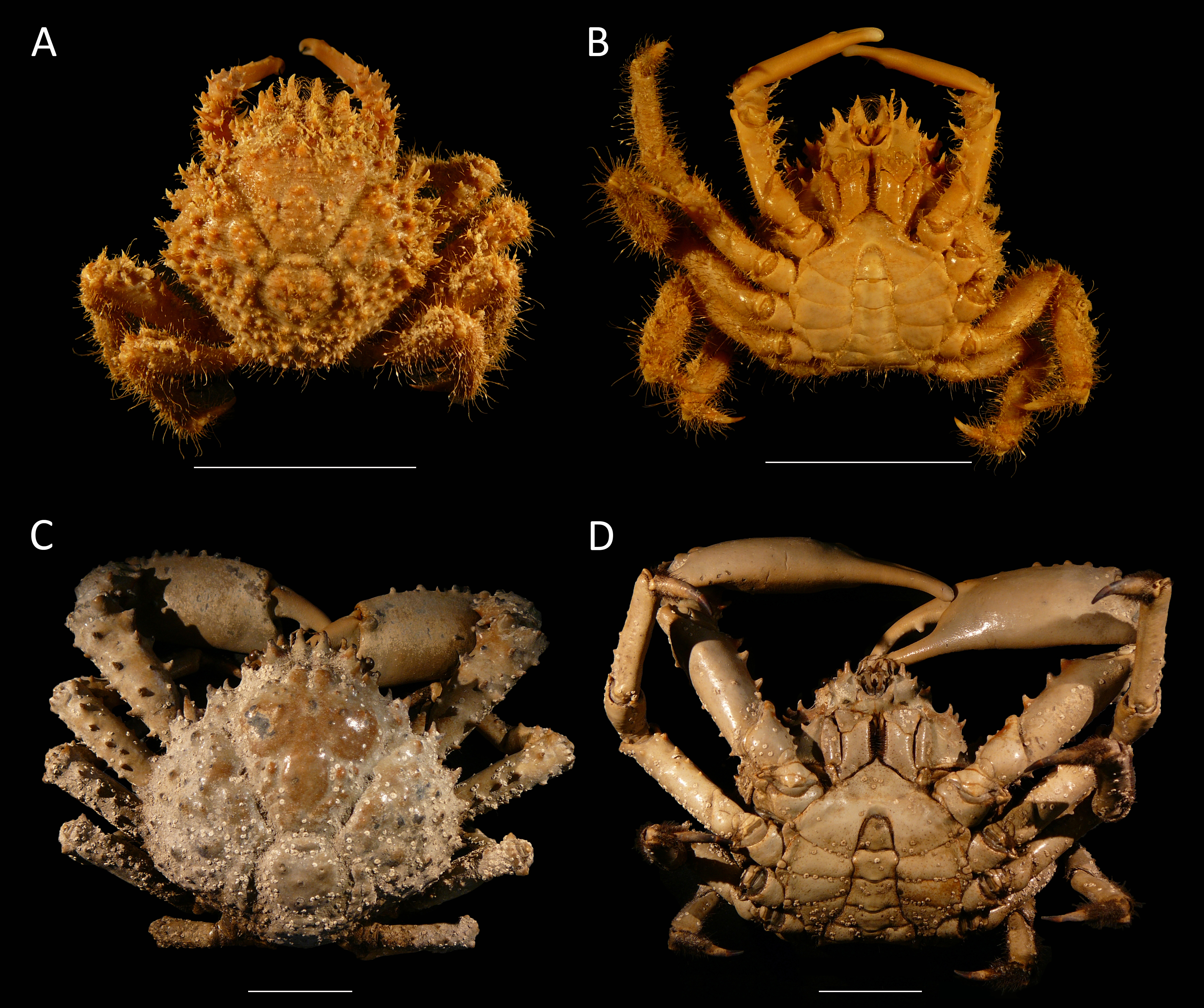
Ober- und Untersicht männlicher Exemplare mit unterschiedlicher Größe aus Florida, USA, Skalenbalkenbreite = 30 mm
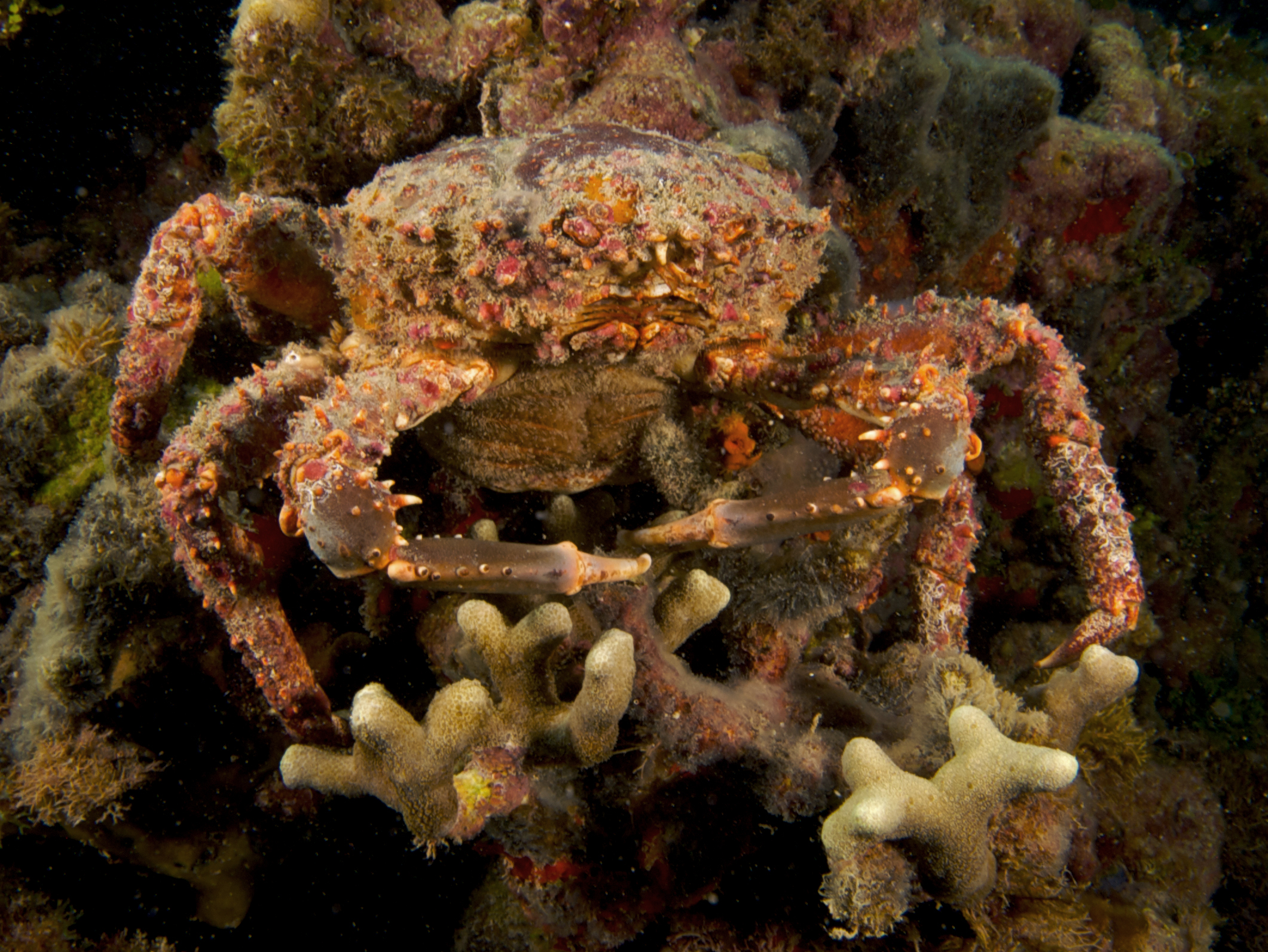
Weibliches Exemplar bei Haiti
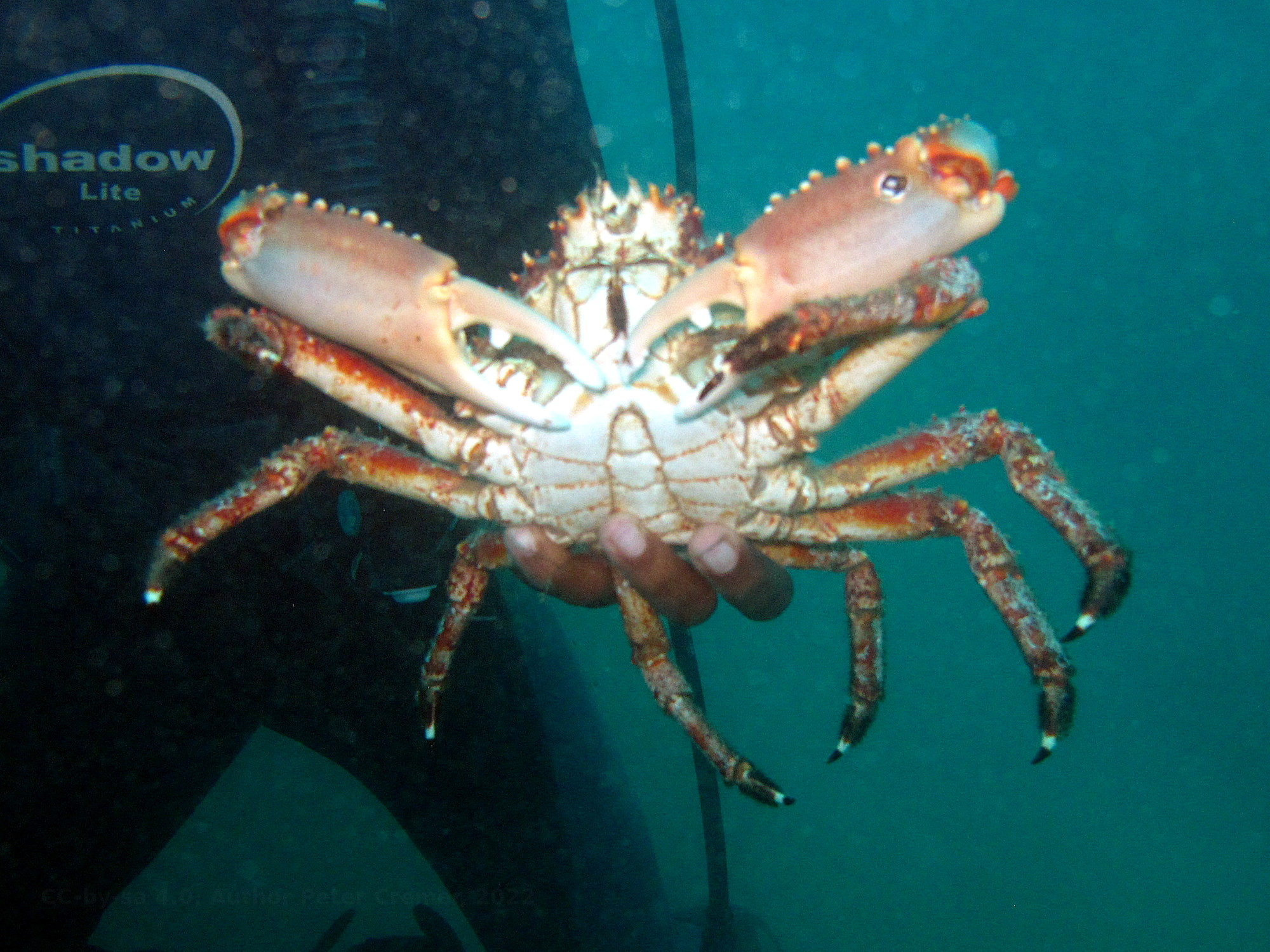
Sicht auf unteren Panzer